# Elektrownia Mitchell
Elektrownia Mitchell – węglowa elektrownia cieplna w Moundsville w Wirginii Zachodniej w USA. Posiada ponad 367-metrowy komin, jeden z najwyższych na świecie. W momencie zbudowania w roku 1971 przez krótki czas był najwyższą strukturą tego typu na świecie.